# Raphaël Jeune
Raphaël Jeune (Baume-les-Dames, 25 februari 1975) is een Frans voormalig wielrenner. Jeune reed twee seizoenen voor CSC-Tiscali als helper van Laurent Jalabert. Toen zijn contract niet verlengd werd stopte hij met professioneel wielrennen en ging aan de slag als commercieel vertegenwoordiger bij LOOK.

## Belangrijkste overwinningen
2000
- 7e etappe Omloop van Lotharingen

## Grote rondes
Geen